# Carla Tavares
Carla Maria Nunes Tavares (ur. 15 sierpnia 1970 w Lizbonie) – portugalska polityczka, finansistka i działaczka samorządowa, deputowana krajowa, burmistrz Amadory, posłanka do Parlamentu Europejskiego X kadencji.

## Życiorys
Absolwentka zarządzania na Universidade Autónoma de Lisboa. Pracowała jako broker finansowy w banku inwestycyjnym CaixaBI. Zaangażowała się w działalność polityczną w ramach Partii Socjalistycznej. W 1993 została radną parafii Reboleira, a w 1998 zasiadła w zgromadzeniu miejskim Amadory. W latach 1999–2002 sprawowała mandat deputowanej do Zgromadzenia Republiki VIII kadencji. W latach 2002–2013 była członkinią miejskiej egzekutywy w Amadorze, pełniła funkcję zastępczyni burmistrza. W 2013 objęła urząd burmistrza tego miasta (presidente da câmara municipal); uzyskiwała reelekcję na kolejne kadencje. W 2024 została wybrana w skład Europarlamentu X kadencji.